# Tzorophor
Tzorophor o Dzoropor fou una regió del nord-est d'Armènia a l'extrem est de Gugarq, limitant per l'est i sud amb el país dels Sevordiq a la província d'Uti.
La principal fortalesa era Hunarakert.
Va pertànyer al príncep Isaac Sevada de Gardman. Aquest va envair vers el 923 la província d'Uti. Quan el rei va acudir Isaac Sevada es va retirar al Tzorphor, al Gugarq. Asoci el va empaitar, va prendre la fortalesa de Kaian i el va atrapar al Taixir (al Trelq), al nord de Lorí. Isaac fou fet presoner i cegat i Gardman i Tzorophor van passar al domini reial.